# North Charleston
North Charleston és una població dels Estats Units a l'estat de Carolina del Sud. Segons el cens del 2008 tenia 97.601 habitants.

## Demografia
Segons el cens del 2000, North Charleston tenia 79.641 habitants, 29.783 habitatges i 18.971 famílies. La densitat de població era de 525,3 habitants/km².
Dels 29.783 habitatges en un 34,4% hi vivien nens de menys de 18 anys, en un 36% hi vivien parelles casades, en un 22,8% dones solteres, i en un 36,3% no eren unitats familiars. En el 28,6% dels habitatges hi vivien persones soles el 6,6% de les quals corresponia a persones de 65 anys o més que vivien soles. El nombre mitjà de persones vivint en cada habitatge era de 2,51 i el nombre mitjà de persones que vivien en cada família era de 3,1.
Per edats la població es repartia de la següent manera: un 27,9% tenia menys de 18 anys, un 13,4% entre 18 i 24, un 32% entre 25 i 44, un 17,7% de 45 a 60 i un 9% 65 anys o més.
L'edat mediana era de 30 anys. Per cada 100 dones de 18 o més anys hi havia 95,5 homes.
La renda mediana per habitatge era de 30.307$ i la renda mediana per família de 32.868$. Els homes tenien una renda mediana de 26.681$ mentre que les dones 20.718$. La renda per capita de la població era de 14.361$. Entorn del 19,9% de les famílies i el 23,2% de la població estaven per davall del llindar de pobresa.

## Poblacions més properes
El següent diagrama mostra les poblacions més properes.